# 地震観測網
地震観測網（じしんかんそくもう）とは、地震計による地震観測のネットワークである。ほとんどの場合、24時間体制で観測が行われる。

## 概要
公的機関の場合、震源位置や地震規模の把握が主目的のため、観測データは即時処理され緊急地震速報などの地震警報システムや被害規模の即時推定や被害リスク評価などに利用される。また、データは地下構造の解析などにも利用される。海底ケーブル式のシステムでは、水圧計を利用した津波観測システムを兼ねる。
自治体や企業によるシステムの場合、地震発生後の被害規模の推定に利用される事が多い。

## 観測機器
地上の観測点では、地震動を検知する為の地震計のほかに緩やかな地殻変動を検出する為の傾斜計、ひずみ計、GPS変位計、GNSS計測機器などの要素で構成される。地震計は、高感度地震計、強震計、広帯域地震計などが目的に合わせ選定され、地表または地中井戸に設置される。また、地震発生後の停電に備え、一定時間の観測継続の為に発電機や蓄電池施設を備えるものもある。
海底の地震観測点では、地震計、水圧計、ハイドロフォン（高感度水中マイク）、精密温度計、磁気センサーなどが設置される。

## 日本の主な観測網
公的機関
- 気象庁 - 日本全国に地震計を設置。

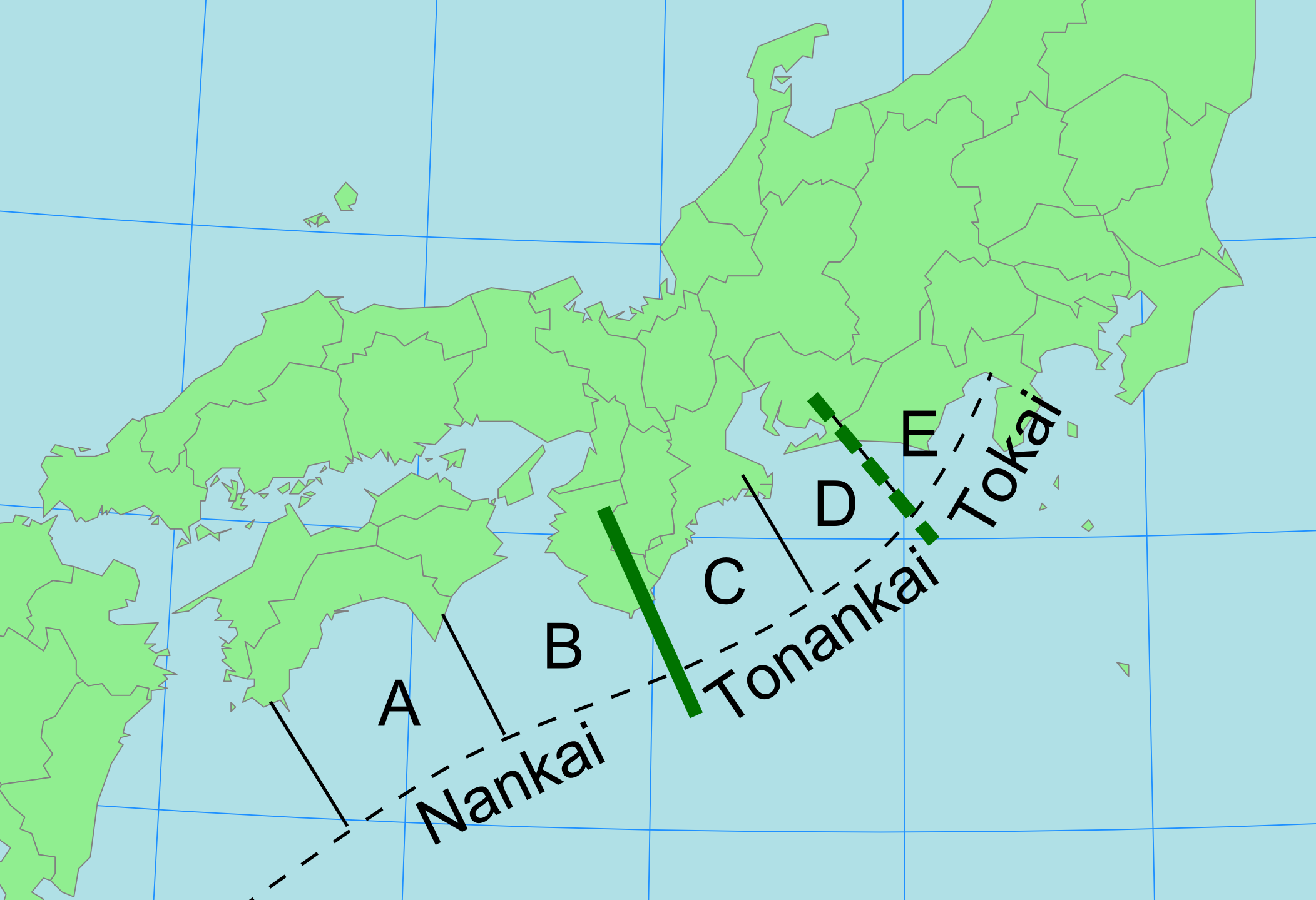
東海・東南海・南海地震の想定震源域

  - 津波地震早期検知網 - 1993年北海道南西沖地震をきっかけとして整備[6][7]。
  - 東海地震の想定震源域（おもに領域Eに設置） - 静岡県内の陸上と駿河トラフ沿いの海中にひずみ計、傾斜計、地震計などの観測機器を設置。東海沖ケーブル式常時海底地震観測システム（9基）[8][9][10]。
  - 東海・東南海沖ケーブル式常時海底地震観測システム - 東南海地震の想定震源域（おもに領域D）。東海沖ケーブル式常時海底地震観測システムとDONET の観測域の隙間を埋める。
  - 房総沖 - 水圧計による津波観測システム（4基） 1985年運用開始。
- 海洋研究開発機構
  - 相模湾初島沖 （海底地震総合観測システム） - 1993年運用開始。
  - 高知県室戸岬沖（海底地震総合観測システム） - 1997年運用開始。
  - 釧路・十勝沖（海底地震総合観測システム） - 1999年運用開始。
- 防災科学技術研究所
  - 陸海統合地震津波火山観測網（MOWLAS＝モウラス） - 以下の地震観測網のほかに津波や火山の観測網を2017年11月16日から統合運用[11]。
  - 高感度地震観測網 (Hi-net) - 人が感じないほど微弱な震動まで捉える観測網で、震源位置の決定や地下構造の推定などに活用。
  - 強震観測網 (Kik-net, K-net) - 被害を起こす強い震動まで捉える観測網で、地震ハザード・被害リスク評価などに活用。
  - 広帯域地震観測網 (F-net) - 非常にゆっくりとした震動まで捉える観測網で、地震のメカニズム解や地下構造の推定などに活用。
  - 相模トラフ沿い - 海底ケーブル式地震計（6基）。
  - DONET - 東南海地震の想定震源域（おもに領域C）の海底に敷設されている地震・津波観測監視システム。
  - DONET2 - 南海地震の想定震源域（おもに領域B）の海底に敷設されている地震・津波観測監視システム。
  - 南海トラフ海底地震津波観測網（N-net） - 南海地震の想定震源域（おもに領域A）と領域Aの西側の日向灘の海底に敷設されている地震津波観測網　2024年運用開始[12]。
  - 日本海溝海底地震津波観測網 (S-net) - 2013年度海底ケーブルの敷設を開始、2017年度運用開始[13]。
  - 首都圏地震観測網 (MeSO-net) - 首都直下地震防災・減災特別プロジェクトによる観測網。
- 港湾空港技術研究所
  - 港湾地域強震観測システム - 全国61の港湾に119台の強震計を設置[14]。

自治体や大学
- 東京大学
  - 伊豆半島東方沖 - 1993年運用開始（3基）[15]。
  - 日本海・粟島付近 - ひずみ集中帯の重点的調査観測・研究プロジェクトにより設置[16][17][18]。
  - 釜石沖 - 1996年から東北大学と共同観測（3基）、120km[19][20]。2015年従来の海底観測ケーブルの南側に総延長105kmの観測ケーブルを敷設[21]。
- 川崎市、横浜市
- 東京ガス - 超高密度リアルタイム地震防災システムSUPREME、2001年から稼働[22]。
- 首都圏強震動総合ネットワーク (SK-net) - 長野県、静岡県、山梨県、群馬県、埼玉県、栃木県、茨城県、神奈川県、千葉県、東京都の自治体が設置している既存の地震計や公的機関の地震計をつなぎ、「大都市圏強震動総合観測ネットワークシステム」の一環として、2000年度に構築された[23]。サーバーの管理は東京大学が行っている。

## 日本国外
- IRIS: 国際的な地震観測網で “The Incorporated Research Institution for Seismology”の略。
- インドネシア[24]
- アジア太平洋地域（インドネシア、フィリピン、フィジー、トンガ）[25][26]

## 参考情報
- 国立研究開発法人 海洋研究開発機構
  - リアルタイム深海底観測システム
  - 地震・津波観測監視システム
- 地震観測ポータル 防災科学技術研究所
- 首都直下地震 防災・減災特別プロジェクト 東京大学地震研究所